# Grande Prêmio de Singapura de 2015
O Grande Prêmio de Singapura de 2015 (formalmente denominado 2015 Formula 1 Singapore Airlines Singapore Grand Prix) foi uma corrida de Fórmula 1 disputada em 20 de setembro de 2015 no Circuito Urbano de Marina Bay, Singapura. Foi a décima terceira etapa da temporada de 2015.
Alexander Rossi substituiu Roberto Merhi na Manor e estreou na Fórmula 1. Nos treinos classificatórios, Sebastian Vettel conquistou a pole position, feito que não ocorria desde o Grande Prêmio do Brasil de 2013 e também a equipe Ferrari que não largava na primeira posição desde o Grande Prêmio da Alemanha de 2012.
Com a vitória que conquistou nesta prova, Sebastian Vettel alcançou a 42º vitória da carreira e ultrapassou o número de vitórias de Ayrton Senna tornando-se, no momento, no terceiro piloto com mais vitórias na Fórmula 1 ficando atrás de Michael Schumacher com 91 vitórias e Alain Prost com 51.

## Pneus
| Nome do composto | Cor | Banda de rolamento | Condições de Tempo | Dry Type  | Aderência      | Longevidade   |
| ---------------- | --- | ------------------ | ------------------ | --------- | -------------- | ------------- |
| Super Macio      |     | Slick (P Zero)     | Seco               | Supersoft | Mais aderência | Menos durável |
| Macio            |     | Slick (P Zero)     | Seco               | Soft      | Médio          | Médio         |

## Resultados

### Treino Classificatório
| Pos.            | Nº | Piloto           | Construtor             | Q1       | Q2       | Q3       | Grid |
| --------------- | -- | ---------------- | ---------------------- | -------- | -------- | -------- | ---- |
| 1               | 5  | Sebastian Vettel | Ferrari                | 1:46.017 | 1:44.743 | 1:43.885 | 1    |
| 2               | 3  | Daniel Ricciardo | Red Bull-Renault       | 1:46.166 | 1:45.291 | 1:44.428 | 2    |
| 3               | 7  | Kimi Räikkönen   | Ferrari                | 1:46.467 | 1:45.140 | 1:44.667 | 3    |
| 4               | 26 | Daniil Kvyat     | Red Bull-Renault       | 1:45.340 | 1:44.979 | 1:44.745 | 4    |
| 5               | 44 | Lewis Hamilton   | Mercedes               | 1:45.765 | 1:45.650 | 1:45.300 | 5    |
| 6               | 6  | Nico Rosberg     | Mercedes               | 1:46.201 | 1:45.653 | 1:45.415 | 6    |
| 7               | 77 | Valtteri Bottas  | Williams-Mercedes      | 1:46.231 | 1:45.887 | 1:45.676 | 7    |
| 8               | 33 | Max Verstappen   | Toro Rosso-Renault     | 1:46.483 | 1:45.635 | 1:45.798 | 8    |
| 9               | 19 | Felipe Massa     | Williams-Mercedes      | 1:46.879 | 1:45.701 | 1:46.077 | 9    |
| 10              | 8  | Romain Grosjean  | Lotus-Mercedes         | 1:46.860 | 1:45.805 | 1:46.413 | 10   |
| 11              | 27 | Nico Hülkenberg  | Force India-Mercedes   | 1:46.669 | 1:46.305 |          | 11   |
| 12              | 14 | Fernando Alonso  | McLaren-Honda          | 1:46.600 | 1:46.328 |          | 12   |
| 13              | 11 | Sergio Pérez     | Force India-Mercedes   | 1:46.576 | 1:46.385 |          | 13   |
| 14              | 55 | Carlos Sainz Jr. | Toro Rosso-Renault     | 1:46.465 | 1:46.894 |          | 14   |
| 15              | 22 | Jenson Button    | McLaren-Honda          | 1:46.891 | 1:47.019 |          | 15   |
| 16              | 12 | Felipe Nasr      | Sauber-Ferrari         | 1:46.965 |          |          | 16   |
| 17              | 9  | Marcus Ericsson  | Sauber-Ferrari         | 1:47.088 |          |          | 17   |
| 18              | 13 | Pastor Maldonado | Lotus-Mercedes         | 1:47.323 |          |          | 18   |
| 19              | 28 | Will Stevens     | Manor Marussia-Ferrari | 1:51.021 |          |          | 19 1 |
| 20              | 53 | Alexander Rossi  | Manor Marussia-Ferrari | 1:51.523 |          |          | 20 1 |
| Tempo dos 107%: |    |                  |                        |          |          |          |      |
| Fonte:          |    |                  |                        |          |          |          |      |

Notas
↑1  – Alexander Rossi e Will Stevens, ambos da Manor Marussia, perderam 5 posições no grid por trocarem os câmbios.

### Corrida
| Pos.   | Nu. | Piloto           | Construtor             | Voltas | Tempo/Retirado | Grid | Pontos |
| ------ | --- | ---------------- | ---------------------- | ------ | -------------- | ---- | ------ |
| 1      | 5   | Sebastian Vettel | Ferrari                | 61     | 2:01:22.118    | 1    | 25     |
| 2      | 3   | Daniel Ricciardo | Red Bull-Renault       | 61     | +1.478         | 2    | 18     |
| 3      | 7   | Kimi Räikkönen   | Ferrari                | 61     | +17.154        | 3    | 15     |
| 4      | 6   | Nico Rosberg     | Mercedes               | 61     | +24.720        | 6    | 12     |
| 5      | 77  | Valtteri Bottas  | Williams-Mercedes      | 61     | +34.204        | 7    | 10     |
| 6      | 26  | Daniil Kvyat     | Red Bull-Renault       | 61     | +35.508        | 4    | 8      |
| 7      | 11  | Sergio Pérez     | Force India-Mercedes   | 61     | +50.836        | 13   | 6      |
| 8      | 33  | Max Verstappen   | Toro Rosso-Renault     | 61     | +51.450        | 8    | 4      |
| 9      | 55  | Carlos Sainz Jr. | Toro Rosso-Renault     | 61     | +52.860        | 14   | 2      |
| 10     | 12  | Felipe Nasr      | Sauber'-Ferrari'       | 61     | +1:30.045      | 16   | 1      |
| 11     | 9   | Marcus Ericsson  | Sauber-Ferrari         | 61     | +1:37.507      | 17   |        |
| 12     | 13  | Pastor Maldonado | Lotus-Mercedes         | 61     | +1:37.718      | 18   |        |
| 13     | 8   | Romain Grosjean  | Lotus-Mercedes         | 59     |                | 10   |        |
| 14     | 53  | Alexander Rossi  | Manor Marussia-Ferrari | 59     | +2 voltas      | 20   |        |
| 15     | 28  | Will Stevens     | Manor Marussia-Ferrari | 59     | +2 voltas      | 19   |        |
| Ret    | 22  | Jenson Button    | McLaren-Honda          | 52     |                | 15   |        |
| Ret    | 14  | Fernando Alonso  | McLaren-Honda          | 33     |                | 12   |        |
| Ret    | 44  | Lewis Hamilton   | Mercedes               | 32     |                | 5    |        |
| Ret    | 19  | Felipe Massa     | Williams-Mercedes      | 30     |                | 9    |        |
| Ret    | 27  | Nico Hülkenberg  | Force India-Mercedes   | 12     |                | 11   |        |
| Fonte: |     |                  |                        |        |                |      |        |

## Tabela do campeonato após a corrida
Somente as cinco primeiras posições estão incluídas nas tabelas.
| Pos | Piloto           | Pontos | Var |
| --- | ---------------- | ------ | --- |
| 1   | Lewis Hamilton   | 252    | 0   |
| 2   | Nico Rosberg     | 211    | 0   |
| 3   | Sebastian Vettel | 203    | 0   |
| 4   | Kimi Räikkönen   | 107    | 1   |
| 5   | Valtteri Bottas  | 101    | 1   |

| Pos | Construtor           | Pontos | Var |
| --- | -------------------- | ------ | --- |
| 1   | Mercedes             | 463    | 0   |
| 2   | Ferrari              | 310    | 0   |
| 3   | Williams-Mercedes    | 198    | 0   |
| 4   | Red Bull-Renault     | 139    | 0   |
| 5   | Force India-Mercedes | 69     | 0   |